# Georgisch voetbalelftal onder 18 (mannen)
Het Georgisch voetbalelftal voor mannen onder 18 is een voetbalelftal voor spelers onder de 18 jaar dat Georgië vertegenwoordigt op internationale toernooien. Het elftal speelt onder andere wedstrijden voor het Europees kampioenschap voetbal onder 18.

## Prestaties op Europees kampioenschap
| Europees kampioenschap voetbal onder 18 | Europees kampioenschap voetbal onder 18 | Europees kampioenschap voetbal onder 18 | Europees kampioenschap voetbal onder 18 | Europees kampioenschap voetbal onder 18 | Europees kampioenschap voetbal onder 18 | Europees kampioenschap voetbal onder 18 | Europees kampioenschap voetbal onder 18 | Europees kampioenschap voetbal onder 18 | Europees kampioenschap voetbal onder 18 |
| Jaar                                    | Ronde                                   | Wed.                                    | W                                       | G                                       | V                                       | DV                                      | DT                                      | KW                                      |                                         |
| --------------------------------------- | --------------------------------------- | --------------------------------------- | --------------------------------------- | --------------------------------------- | --------------------------------------- | --------------------------------------- | --------------------------------------- | --------------------------------------- | --------------------------------------- |
| 1981–1992                               | Bij Sovjet-Unie / GOS                   | Bij Sovjet-Unie / GOS                   | Bij Sovjet-Unie / GOS                   | Bij Sovjet-Unie / GOS                   | Bij Sovjet-Unie / GOS                   | Bij Sovjet-Unie / GOS                   | Bij Sovjet-Unie / GOS                   | Bij Sovjet-Unie / GOS                   |                                         |
| 1993                                    | Geen deelname                           | Geen deelname                           | Geen deelname                           | Geen deelname                           | Geen deelname                           | Geen deelname                           | Geen deelname                           | kwalificatie                            |                                         |
| 1994                                    | Niet gekwalificeerd                     | Niet gekwalificeerd                     | Niet gekwalificeerd                     | Niet gekwalificeerd                     | Niet gekwalificeerd                     | Niet gekwalificeerd                     | Niet gekwalificeerd                     | kwalificatie                            |                                         |
| 1995                                    | Niet gekwalificeerd                     | Niet gekwalificeerd                     | Niet gekwalificeerd                     | Niet gekwalificeerd                     | Niet gekwalificeerd                     | Niet gekwalificeerd                     | Niet gekwalificeerd                     | kwalificatie                            |                                         |
| 1996                                    | Niet gekwalificeerd                     | Niet gekwalificeerd                     | Niet gekwalificeerd                     | Niet gekwalificeerd                     | Niet gekwalificeerd                     | Niet gekwalificeerd                     | Niet gekwalificeerd                     | kwalificatie                            |                                         |
| 1997                                    | Niet gekwalificeerd                     | Niet gekwalificeerd                     | Niet gekwalificeerd                     | Niet gekwalificeerd                     | Niet gekwalificeerd                     | Niet gekwalificeerd                     | Niet gekwalificeerd                     | kwalificatie                            |                                         |
| 1998                                    | Niet gekwalificeerd                     | Niet gekwalificeerd                     | Niet gekwalificeerd                     | Niet gekwalificeerd                     | Niet gekwalificeerd                     | Niet gekwalificeerd                     | Niet gekwalificeerd                     | kwalificatie                            |                                         |
| 1999                                    | Groepsfase                              | 3                                       | 0                                       | 1                                       | 2                                       | 4                                       | 9                                       | kwalificatie                            |                                         |
| 2000                                    | Niet gekwalificeerd                     | Niet gekwalificeerd                     | Niet gekwalificeerd                     | Niet gekwalificeerd                     | Niet gekwalificeerd                     | Niet gekwalificeerd                     | Niet gekwalificeerd                     | kwalificatie                            |                                         |
| 2001                                    | Niet gekwalificeerd                     | Niet gekwalificeerd                     | Niet gekwalificeerd                     | Niet gekwalificeerd                     | Niet gekwalificeerd                     | Niet gekwalificeerd                     | Niet gekwalificeerd                     | kwalificatie                            |                                         |
| Toernooi ging verder als EK onder 19.   |                                         |                                         |                                         |                                         |                                         |                                         |                                         |                                         |                                         |